# ディグ・イン・ディープ
『ディグ・イン・ディープ』（原題：Dig in Deep）はアメリカ人シンガー・ソングライターのボニー・レイットによる17枚目のアルバム。このアルバムは2016年2月26日にリリースされ、ボニーが書いたオリジナルの楽曲が収録されており、レッドウィング・レコードからは14年ぶりのリリースとなった。 このアルバムではドラムのリッキー・ファタール、ギターのジョージ・マリネリ、ベースのジェームス・"ハッチ"・ハチンソンと言う長年のメンバーに、新たにキーボード担当となったマイク・フィニガンを迎えた構成のバンドを主にフィーチャーしている。

## 批評家の反応
| 専門評論家によるレビュー           | 専門評論家によるレビュー |
| 総スコア                           | 総スコア                 |
| 出典                               | 評価                     |
| ---------------------------------- | ------------------------ |
| Metacritic                         | 82/100                   |
| レビュー・スコア                   |                          |
| 出典                               | 評価                     |
| オールミュージック                 | [ 4 ]                    |
| American Songwriter                | [ 5 ]                    |
| シカゴ・トリビューン               | [ 6 ]                    |
| Consequence of Sound               | B                        |
| Exclaim!                           | 8/10                     |
| エンターテインメント・ウィークリー | B+                       |
| ペースト                           | 8.8/10                   |
| PopMatters                         | [ 11 ]                   |
| ローリング・ストーン               | [ 12 ]                   |

『ディグ・イン・ディープ』は一般的に音楽評論家から好意的なレビューを受けた。主流の批評家からのレビューに100の正規化された評価を割り当てるMetacriticで、アルバムは17のレビューに基づいて82の重みづけされた算術平均スコアを受けた。これは「普遍的な称賛」を示す。このアルバムでレイットは2016 Americana Music Honors＆Awardsの「Artist of the Year」にノミネートされた。

### 称賛
| 刊行物                   | 称賛                     | 年     | ランク |
| ------------------------ | ------------------------ | ------ | ------ |
| アメリカのソングライター | 2016年のトップ50アルバム | 2016年 | 25     |

## トラックリスト
| #   | タイトル                                                               | 作詞 | 作曲・編曲 | 時間 |
| --- | ---------------------------------------------------------------------- | ---- | ---------- | ---- |
| 1.  | 「Unintended Consequence of Love」(Jon Cleary, Bonnie Raitt)           |      |            | 4:49 |
| 2.  | 「Need You Tonight」(Andrew Farriss, Michael Hutchence)                |      |            | 3:19 |
| 3.  | 「I Knew」(Pat McLaughlin)                                             |      |            | 4:00 |
| 4.  | 「All Alone with Something to Say」(Steven Dale Jones, Gordon Kennedy) |      |            | 3:11 |
| 5.  | 「What You're Doin' to Me」(Raitt)                                     |      |            | 4:53 |
| 6.  | 「Shakin' Shakin' Shakes」(T Bone Burnett, Cesar Rosas)                |      |            | 4:50 |
| 7.  | 「Undone」(Bonnie Bishop)                                              |      |            | 4:12 |
| 8.  | 「If You Need Somebody」(George Marinelli, Raitt)                      |      |            | 5:10 |
| 9.  | 「Gypsy in Me」(Gordon Kennedy, Wayne Kirkpatrick)                     |      |            | 4:09 |
| 10. | 「The Comin' Round Is Going Through」(Marinelli, Raitt)                |      |            | 5:28 |
| 11. | 「You've Changed My Mind」(Joseph Lee Henry)                           |      |            | 4:08 |
| 12. | 「The Ones We Couldn't Be」(Raitt)                                     |      |            | 4:14 |

## パーソネル
- ボニー・レイット – リードボーカル、エレクトリックスライドギター（1、2、3、6-10）、エレキギター（4）、アコースティックピアノ（5、12）、パーカッション（8）、バッキングボーカル（8）、アレンジメント（12）
- ジョージ・マリネリ – エレクトリックギター（1〜10）、バッキングボーカル（3、6、9、10）、アコースティックギター（4）、フィンガースナップ（4）
- ジェームス・“ハッチ”・ハチンソン – ベースギター（1-10）
- マイク・フィニガン – ハモンドB3オルガン （1、2、3、5-10）、クラビネット （2）、キーボード（3、7）、バッキングボーカル（5、6、9）、エレクトリックピアノ（9）
- リッキー・ファタール – ドラム（1-11）、パーカッション（1-9、11）、フィンガースナップ（4）、バッキングボーカル（10）

共演：
- ビル・フリゼール – エレキギター（11）
- Greg Leisz – アコースティックギター（11）
- ジョー・ヘンリー – アコースティックギター（11）
- David Piltch – アコースティックベース（11）
- ジョン・クリアリー – エレクトリックピアノ（1）、バッキングボーカル（1、5）
- パトリック・ウォーレン – キーボード（11、12）、アレンジメント（12）
- ジェイ・ベローズ – ドラム（11）
- アーノルド・マッカラー – バッキングボーカル（ 4、8、9 ）
- マイア・シャープ – バッキングボーカル（ 4、8 ）

## プロダクション
- プロデューサー – ボニー・レイット（トラック1-10＆12）;ジョー・ヘンリー（トラック11）。
- ライアン・フリーランドによる録音とミックス
- セカンドエンジニア – パブロ・エルナンデス
- サードエンジニア – ジョシュ・シモンズ
- レコーディング - Henson Recording Studios （カリフォルニア州ハリウッド）; Stampede Origin（カリフォルニア州カルバーシティ）; ザガーフィールドハウス （パサデナ、CA）。
- Stampede Originでミキシング
- デジタル・エンジニア – Boyz Bieber
- Knack Mastering（Ringwood、NJ）でKim Rosenがマスター。
- プロジェクトコーディネーター – キャシー・ケイン
- アートディレクションとデザイン – DesignartLA.comのノーマン・ムーア。
- 写真 – マリーナ・チャベス、モリー・ボステッド、リンダ・ポズニック、ジェイソン・ファレル。
- ビデオエディター – ジェイソン・ファレル
- メイクアップ – ロリ・デップ
- スタイリスト – ケイト・リンジー
- プロップスタイリスト - デビッド・ブラウンとエディ・バーク
- マネージメントとレーベル – キャシー・ケイン、アシスタント：アニー・ヘラー＝ガトウィリグとクロエ・モナハン
- ベースとギターの世話係 – マニー・アルバレス

## チャート
| チャート                                   | ピーク ポジション |
| ------------------------------------------ | ----------------- |
| オーストラリアのアルバム（ ARIA ）         | 70                |
| ベルギーのアルバム（ Ultratop Flanders）   | 29                |
| カナダのアルバム （ ビルボード ）          | 37                |
| オランダのアルバム（ MegaCharts ）         | 23                |
| スイスのアルバム （ Schweizer Hitparade ） | 80                |
| UK Albums （ OCC ）                        | 35                |
| イギリスアメリカーナ（ OCC ）              | 1                 |
| 米国ビルボード200                          | 11                |
| アメリカアメリカーナ（ AMA ）              | 1                 |
| US Blues（ ビルボード ）                   | 1                 |
| US Folk（ ビルボード ）                    | 1                 |
| US Rock（ ビルボード ）                    | 3                 |

シングル -ビルボード（北米）
| 年     | シングル                 | チャート  | ポジション |
| ------ | ------------------------ | --------- | ---------- |
| 2016年 | 「ジプシー・イン・ミー」 | トリプルA | 21         |